# Древняя Латвия

## Мезолит
Территория Латвии начала освобождаться от ледника уже около 14000 г. до н. э., однако лишь около 9000 г. до н. э. здесь появились первые поселенцы, что видно по находкам артефактов кундской культуры, на базе которой впоследствии сформировалась нарвская культура. Поселенцы не оставались всё время на одном месте, они переселялись ближе к животным и воде. К мезолиту относятся стоянки Звейниеки, Кирсва. У мезолитических обитателей стоянки Звейниеки определены Y-хромосомные гаплогруппы R1b1a1a (xR1b1a1a2), Q1a2, I2a1, I2a2 и митохондриальная гаплогруппа U (субклады U4a1, U4b1a2, U5a1c, U5a2c, U5a2d, U5b1d1, U5b2a1a). У образца I4439 (ZVEJ20, 5769—5628 лет до н. э.) определили Y-хромосомную гаплогруппу R1b-M73>Y240021 и митохондриальную гаплогруппу U5b1d1.
- I4432 or ZVEJ10 (6075-5920 лет до н. э.) определена Y-хромосомная гаплогруппа R-M73* (R1b) R1b1a1a(xR1b1a1a2) и митохондриальная гаплогруппа U5a2c [2].
- I4434 or ZVEJ12 (5606-5385 лет до н. э.) определена Y-хромосомная гаплогруппа R-M73* (R1b) R1b1a1a(xR1b1a1a2) и митохондриальная гаплогруппа U5a2d [2].
- I4435 or ZVEJ13 (4146-3960 лет до н. э.) определена митохондриальная гаплогруппа U4a1 [2].
- I4436 or ZVEJ14 (4260-4050 лет до н. э.) определена Y-хромосомная гаплогруппа R1b1a1a(xR1b1a1a2) и митохондриальная гаплогруппа U4a1 [2].
- I4437 or ZVEJ15 (4329-4067 лет до н. э.) определена митохондриальная гаплогруппа U5a1d2 [2].
- I4438 or ZVEJ16 (5462-5220 лет до н. э.) определена Y-хромосомная гаплогруппа I2a1 и митохондриальная гаплогруппа U4b1a [2].
- I4440 or ZVEJ21 (5220-5039 лет до н. э.) определена Y-хромосомная гаплогруппа I2a1 и митохондриальная гаплогруппа U4a1 [2].
- I4441 or ZVEJ22 (4837-4713 лет до н. э.) определена Y-хромосомная гаплогруппа I2a2a1b и митохондриальная гаплогруппа U5a1c [2].
- I4550 or ZVEJ3 (6601-6476 лет до н. э.) определена Y-хромосомная гаплогруппа Q>MEH2>M346 Q1a2 и митохондриальная гаплогруппа U5b2a+@16192 [2].
- I4551 or ZVEJ4 (5775-5666 лет до н. э.) определена Y-хромосомная гаплогруппа I2a2a1 и митохондриальная гаплогруппа U5a2 [2].
- I4552 or ZVEJ5 (5479-5374 лет до н. э.) определена митохондриальная гаплогруппа U5a1d [2].
- I4553 or ZVEJ7 (5482-5375 лет до н. э.) определена Y-хромосомная гаплогруппа I2a2a1 и митохондриальная гаплогруппа U5a1c [2].
- I4554 or ZVEJ24 (4042-3956 лет до н. э.) определена митохондриальная гаплогруппа U4d1 [2].
- I4595 or ZVEJ8 (5728-5646 лет до н. э.) определена митохондриальная гаплогруппа U2e1h [2].
- I4596 or ZVEJ9 (6061-5990 лет до н. э.) определена митохондриальная гаплогруппа U5a2d [2].
- I4626 or ZVEJ25 (5841-5636 лет до н. э.) определена Y-хромосомная гаплогруппа R-M73* (R1b) R1b1a1a и митохондриальная гаплогруппа U2e1h [3].
- I4627 or ZVEJ26 (4251-3976 лет до н. э.) определена Y-хромосомная гаплогруппа R-M73* (R1b) R1b1a1a(xR1b1a1a2) и митохондриальная гаплогруппа U4a1 [3].
- I4628 or ZVEJ27 (5302-4852 лет до н. э.) определена Y-хромосомная гаплогруппа R-M73* (R1b) R1b1a1a(xR1b1a1a2) и митохондриальная гаплогруппа U5a2d [3].
- I4630 or ZVEJ30 (7465-7078 лет до н. э.) определена Y-хромосомная гаплогруппа R-M73* (R1b) R1b1a1a(xR1b1a1a2) и митохондриальная гаплогруппа U5a2c [2].
- I4632 or ZVEJ32 (6467-6249 лет до н. э.) определена Y-хромосомная гаплогруппа и митохондриальная гаплогруппа U5a1c [4].

## Неолит
У представителей нарвской культуры из Звейниеки, жившего ок. 7,6 тыс. л. н., определена субклада R1b1a1a-P297 Y-хромосомной гаплогруппы R1b и митохондриальная гаплогруппа U2e1.
ZV162 (4,470 ± 72 лет до н. э.) и Zv317 (3890 ± 67 лет до н. э.) митохондриальная гаплогруппа U4a1.
Около 5000 г. до н. э. сюда пришли племена ямочно-гребенчатой керамики (потомками которых являлись исторические ливы).
Около 3500 г. до н. э. пришла новая волна мигрантов — это была культура боевых топоров, носители которой говорили, по-видимому, на одном или нескольких индоевропейских языках. Памятники культуры шнуровой керамики и ладьевидных топоров в Латвии известны главным образом вдоль морского побережья. На поселении Абора 1 бассейне озера Лубанс обнаружены шесть захоронений (Лозе, 1979). На могильнике Звейниеки, расположенном на северном берегу озера Буртниекс в устье реки Руя обнаружено шесть захоронений. Могильник в Крейчи, расположенный на востоке Латвии, содержит шесть захоронений (Zagorskis, 1961). В целом культура боевых топоров была скорее надкультурным феноменом, объединявшим различные народы, так как она охватывала огромную территорию и часто накладывалась на другие археологические культуры. Носители культуры боевых топоров смешались с местным населением, а часть его вытеснили на север. О характере отношений культуры боевых топоров с местным населением достоверно судить невозможно. Для финальной фазы существования прибалтийского могильника Звейниеки II характерны погребения с янтарём в глазницах и глиняными масками на лицах, датируемые возрастом 3450–3150 гг. до н. э. (Denisova, 1996). На стоянке Пурвциемс в Талсинском районе (конец 3 тысячелетия – первая половина II тысячелетия до н. э.) обнаружены зола, обломки глиняной посуды и мелкие изделия из кремня и янтаря. Глиняные человеческие фигурки связаны, вероятно, с культом предков. Стоянка Ича, расположенная недалеко от озера Лубанас, существовала с конца 3 тысячелетия до начала 1 тысячелетия до н. э.

## Бронзовый век
С III тыс. до н. э. здесь начали расселяться протобалты — носители культуры штрихованной керамики. Они принесли земледелие. Это доказано радиологическим анализом возраста пыльцы зерновых, которая обнаружена у священных камней. У обитателей поселения Кивуткалнс (Kivutkalns) определены Y-хромосомные гаплогруппы R1a1, R1a1a, R1a1a1b-Z645>R1a1a1b1a2-S466/Z280 и митохондриальные гаплогруппы H1b, H1b2, H1c, H10a, H28a, J1b1a1, T1a1b, U5a1c1.

## Доримский железный век
Финно-угры, обосновавшиеся на территории современной Пруссии, Литвы, Латвии и России до балтов, занимались рыболовством, охотой и собирательством. Балтские племена обрабатывали землю и со временем вытеснили финно-угров к морю. А по мере освоения моря и на север. Римляне имели косвенные сведения о балтийском регионе, поскольку они импортировали оттуда янтарь, передававшийся в Рим по одному из Янтарных путей. Балтийский янтарь найден также в Персии и на Индостане. В своём труде «Германия» римский историк Тацит упоминает эстиев (Aestiorum gentes — собиратели янтаря), выращивавших пшеницу и собиравших янтарь. Этих эстиев, несмотря на кажущееся сходство названия с современными эстонцами, большинство современных авторов считает протобалтами.

## Римский железный век
Западных балтов слабо затронули массовые потоки миграции в Европе в первые века н. э., в особенности в ходе Великого переселения народов. Балты были относительно изолированы до тех пор, пока славяне, которые, следуя вдоль течения рек России в сторону северо-запада, заложили поселения, на месте которых возникли позднее Полоцк, Псков Балты построили около 500 деревянных замков только на территории Латвии. Между замками стояли сигнальные горки. Это свидетельствует о развитой системе сообщений и контроля территорий.
До V века балты практиковали мотыжное земледелие.

## Раннее средневековье
С начала новой эры территория Латвии стала торговым перекрёстком с запада на восток и юг — путь из варяг в греки. Это один из путей, хорошо известный раннесредневековым хронистам, простирался от Скандинавии до Византийской империи и проходил через Латвию по реке Даугава, которая вела на территорию древней Руси.
Но самыми важными торговыми путями были янтарные пути, начинавшийся у берегов Балтийского моря. Этими путями янтарь попадал в Европу, Персию и Индию. Вплоть до Средних веков янтарь в ряде регионов ценился дороже золота.
Крупномасштабной политической организации не существовало. Балты в Латвии делились на 4 крупных племени:
- латгалы и/или летты, наиболее развитые в социокультурном плане и наиболее многочисленные. От них происходит название Латвии[12],
- курши, известные как «балтийские викинги» по причине своего воинственного образа жизни и грабительских рейдов на соседние племена. В честь них было впоследствии названо герцогство Курляндия,
- селы, занимавшиеся земледелием,
- земгалы, также известные земледельческим образом жизни.